# Thunder Road (película)
Thunder Road (en España: Camino de odio) es una película estadounidense de 1958, del género aventura, dirigida por Arthur Ripley y protagonizada por Robert Mitchum, quien también la produjo y coescribió el guion y el tema principal de la banda sonora, The Ballad of Thunder Road.

## Argumento
El veterano de la guerra de Corea, Lucas Doolin (Robert Mitchum), trabaja en el negocio familiar de moonshine, entregando el licor ilegal que su padre destila a puntos de distribución clandestinos, por todo el sur, en su coche de carreras. Sin embargo Lucas tiene más problemas que los de intentar evitar a los agentes federales de los Estados Unidos ("vengadores"), liderados por el recién llegado Troy Barrett (Gene Barry).
A Lucas le preocupa que su hermano menor Robin (James Mitchum), que también es su mecánico, se vea tentado a seguir sus pasos y convertirse en un conductor moonshine. Un gánster foráneo bien financiado, Carl Kogan (Jacques Aubuchon), trata de hacerse con el control de los productores locales independientes y sus puntos de distribución y está dispuesto a matar a cualquiera que se interponga en su camino. Todo se complica cuando un intento de Kogan de matar a Lucas resulta en la muerte de un agente del gobierno y de otro conductor (Mitchell Ryan).
En un argumento secundario romántico, Lucas se involucra con la cantante de club nocturno Francie Wymore (Keely Smith). No sabe que una de las vecinas, Roxanna Ledbetter (Sandra Knight), está enamorada de él y teme por su vida.
Cuando una serie de redadas del gobierno destruyen sus alambiques ocultos, el padre de Lucas y los demás productores locales suspenden la producción "por una temporada" para permitir que el gobierno negocie con Kogan durante ese tiempo pero Lucas se ve obligado, por las circunstancias y su propio código de honor, a realizar una última carrera.

## Reparto
- Robert Mitchum - Lucas Doolin
- Gene Barry - Troy Barrett
- Jacques Aubuchon - Carl Kogan
- Keely Smith - Francie Wymore
- Trevor Bardette - Vernon Doolin
- Sandra Knight - Roxanna Ledbetter
- James Mitchum - Robin Doolin
- Peter Breck - Stacey Gouge
- Mitchell Ryan - Jed Moultrie
- Nicholas Mann Konrad - Robert
- Christopher Mitchum - no acreditado

## En la cultura popular
Bruce Springsteen dijo, en un concierto de 1978, que el nombre de su canción "Thunder Road" se había inspirado al ver un póster de la película, aunque no vio la película en sí.